# Punta de Kamyshevátskaya

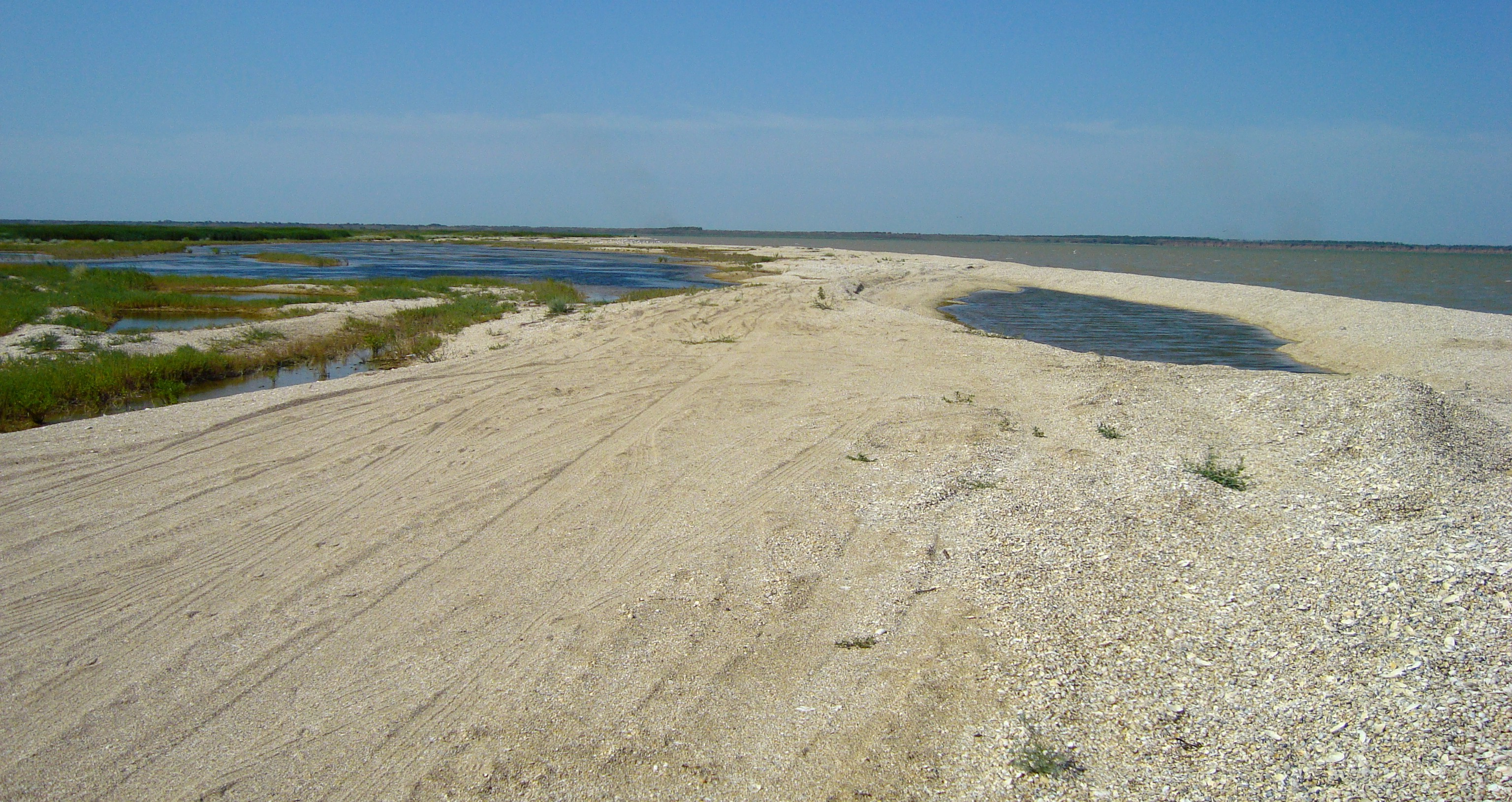
Extremo de la punta.

La punta de Kamyshevátskaya (del ruso: Коса возле станицы) es un cordón litoral arenoso de origen aluvial situado en el extremo occidental de la costa de la península de Yeisk sobre el norte del golfo Yásenski de la orilla oriental del mar de Azov. Administrativamente pertenece al raión de Yeisk del krai de Krasnodar de Rusia. 
En la base de la punta, al norte,  se halla Kamyshevátskaya. Tiene forma falciforme, con la "hoja" hacia el sur. Se halla en una zona de turismo de playa.